# Burr (Nebraska)
Burr – wieś w Stanach Zjednoczonych, w stanie Nebraska, w hrabstwie Otoe.